# Idaea campinaria
Idaea campinaria är en fjärilsart som beskrevs av Jones 1921. Idaea campinaria ingår i släktet Idaea och familjen mätare. Inga underarter finns listade i Catalogue of Life.